# آزاسیتیدین
آزاسیتیدین (انگلیسی: Azacitidine) با نام‌های تجاری «ویدازا» تولید شرکت سلژن و «لوکازا» تولید شرکت نانوالوند یک آنالوگ شیمیایی سیتیدین (یکی از نوکلئوزیدها در دی‌ان‌ای و آران‌ای) است.
آزاسیتیدین و مشتقِ دِاُکسی آن «دِسیتابین»، در درمان سندرم‌های میلودیسپلاستیک و همچنین لوسمی حاد مغز استخوان (AML) بکار می‌روند.
این داروها نخستین بار در کشور چکسلواکی در تلاش برای ساخت یک داروی شیمی‌درمانی جدید برای درمان سرطان ساخته شد.
سازمان غذا و دارو آمریکا آزاسیتیدین را برای درمان سندرم‌های میلودیسپلاستیک در تاریخ ۱۹ مه ۲۰۰۴ میلادی مورد تأیید قرار داد.